# Пітер Пен і Венді
«Пітер Пен і Венді» (англ. Peter Pan & Wendy) — американський фентезійний фільм режисера Девіда Лоурі, за його ж сценарієм, написаному спільно з Тобі Хелбруксом. Фільм є кіноадаптацією до мультфільму «Пітер Пен» 1953 року, заснованого на однойменній повісті Джеймса Метью Баррі. У головних ролях Олександр Молоні і Евер Андерсон. Прем'єра відбулася в 2023 році на сервісі Disney+.

## В ролях
| Актор            | Роль           |
| ---------------- | -------------- |
| Олександр Молоні | Пітер Пен      |
| Евер Андерсон    | Венді Дарлінг  |
| Джуд Лоу         | Капітан Гак    |
| Яру Шахід        | Дінь-Дінь      |
| Джеймс Геффіган  | містер Смі     |
| Аліса Вапанатанк | Тигрова Лілія  |
| Алан Тьюдік      | Джордж Дарлінг |
| Моллі Паркер     | Мері Дарлінг   |

## Виробництво

### Розробка
У квітні 2016 року було оголошено що студія «Disney» зніме ремейк до мультфільму «Пітер Пен». Режисером фільму стане Девід Лоурі, а Тобі Хелбрукс виступить сценаристом. Продюсером буде Джим Вітакер.

### Кастинг
У січні 2020 року The New Zealand Herald повідомила, що Дісней шукає молодого актора з Нової Зеландії на роль Пітера Пена. Олександр Молоні і Евер були призначені на ролі Пітера Пена і Венді Дарлінг, відповідно. До липня того ж року Джуд Лоу почав попередні переговори, щоб зіграти капітана Крюка. Лоу був затверджений у вересні, коли було оголошено, що Яра Шахіді зіграє Дінь-Дінь. У жовтні 2020 року було підтверджено, що Алісса Вапанатанк зіграє тигрову Лілію. У січні 2021 року Джеймс Геффіган приєднався до акторського складу в ролі містера Смі.

### Знімання
Зйомки фільму планувалося провести з 17 квітня по серпень 2020 року, але вони були відкладені через пандемію коронавірусу. Пізніше зйомки почалися 16 березня 2021, і їх планується провести до 30 червня 2021 року
.

## Реліз
Спочатку фільм планувалося випустити на сервісі Disney+, але потім оголосили, що фільм вийде в кінотеатрах. Але в грудні 2020 року було оголошено, що фільм все ж вийде на Disney+ через пандемію COVID-19.